# 9914 Обухова
9914 Обухова (9914 Obukhova) — астероїд головного поясу, відкритий 28 жовтня 1976 року.
Тіссеранів параметр щодо Юпітера — 3,346.